# Kuwarasan (plaats)
Kuwarasan is een bestuurslaag in het regentschap Kebumen van de provincie Midden-Java, Indonesië. Kuwarasan telt 2145 inwoners (volkstelling 2010).